# Er, Sie und Es
Er, Sie und Es ist ein 1991 veröffentlichter Science-Fiction-Roman von Marge Piercy.

## Inhalt
Marge Piercys Er, Sie und Es ist ein Science-Fiction-Roman, der in nicht allzu ferner Zukunft spielt. Nach dem „Vierzehntagekrieg von 2017“, bei dem Israel sowie große Teile des nahen Ostens durch einen terroristischen Atombombenanschlag für immer von der Landkarte verschwunden sind, entsteht eine neue Weltordnung. Eine Welt, oder besser, was nach all den verheerenden Folgen von ihr übrig geblieben ist, die von 23 Weltkonzernen, sogenannten Multis, aufgeteilt und geführt wird. Alle diese Multis leben unter ihren eigenen riesigen schützenden Kuppeln. Kuppeln, die das Leben auf der Erde auch ohne Ozonschicht sowie in der äußeren Hemisphäre ermöglichen. Doch jeder Multi unterscheidet sich in seinen Gesetzen und seinem Lebensablauf.
Shira, die Protagonistin der Geschichte, lebt anfangs in Yakamura-Stichen, kurz Y-S, und die Geschichte beginnt mit ihrer Scheidung, bei der sie aufgrund von Konzernkalkül das Sorgerecht für Ari, ihren Sohn im Kindergartenalter, an ihren Ex-Mann verliert. Gedemütigt und entsetzt macht sie sich auf zu ihrer Großmutter Malkah, die in einer kleinen, von den Multis unabhängigen Siedlung namens Tikva lebt. Dort soll sie sich nicht nur erholen, sondern auch mit Avram Stein, dem Vater ihrer Jugendliebe Gadi, und gemeinsam mit ihrer Großmutter an einem geheimen Projekt arbeiten.
Jod, so der Name des „Projekts“, ist ein illegaler, vom Menschen äußerlich kaum zu unterscheidender Cyborg, der von Avram entwickelt und von Malkah mitprogrammiert wurde. Unter strengster Geheimhaltung soll Shira nun Jod beibringen, sich menschlich zu verhalten, so dass er unbemerkt Tikva physisch wie online im „Netz“ vor Informationspiraten schützen kann.
Das „Netz“ ist eine Weiterentwicklung des heutigen Internets und erlaubt den Menschen in den einzelnen Multis und unabhängigen Siedlungen miteinander zu kommunizieren sowie Informationen auszutauschen. Dabei linken sich alle Beteiligten mit ihrem Geist ein und reproduzieren sich so als elektronische Abbildung in die Welt des Netzes. Aufgrund dieser physischen Verbindung ist es auch möglich, Gehirnschäden oder gar den Tod davonzutragen, sollte man im Netz angegriffen werden.
Genau hierfür wurde Jod entwickelt, der fast ohne Ermüdungserscheinungen Tikva sowie Shira beschützen kann. Doch während Shira sich allmählich in Jod verliebt, der mitfühlsamer als so mancher Mensch geworden ist, beginnen schon die ersten Attacken auf Tikva. Y-S hat von dem geheimen Cyborg-Projekt erfahren und möchte nun über Shira, die er mittels Ari unter Druck setzt, unbedingt in den Besitz von Jod gelangen.
Doch Shira, der nun auch ihre unvertraute Mutter Riva samt einem weiblichen Cyborg namens Nili, die mehr Mensch als Maschine ist, zur Hilfe eilt, kämpft gegen Y-S an.
Es gelingt ihr sogar in einer tollkühnen Aktion mit Jod, Ari aus den Klauen von Y-S zu befreien. Doch kurz darauf wird in Tikva bekannt, wer Jod eigentlich wirklich ist, und es soll darüber abgestimmt werden, ob Jod eine Maschine oder doch ein regulärer Einwohner Tikvas ist, der dieselben Rechte wie jeder andere genießen soll. Ehe es so weit kommt, beschließt Avram Jod an Y-S auszuhändigen, doch nicht ohne Eigennutzen. Jod soll, sobald er der Führungsriege von Y-S vorgestellt wird, sich selbst in die Luft sprengen, während Riva mit Verbündeten auch einen Angriff gegen Y-S startet.
Jod gehorcht, doch als mitfühlender Cyborg entschließt er sich auch, jegliche Information, die zur Reproduktion seiner selbst dienen könnte zu vernichten, und so sprengt er Avrams Labor sowie Avram selbst in die Luft.
Shira, die von alldem tief bestürzt ist, beschließt ebenfalls, Jods Willen zu akzeptieren und lebt fortan mit Ari in Malkahs Haus, während Malkah mit Nili zu den Resten Israels aufgebrochen ist, um sich einer Augenoperation zu unterziehen.
Eine zweite Erzählung ist in den Hauptstrang des Romans eingeflochten: Malkah erzählt dem Cyborg Jod die im 16. Jahrhundert angesiedelte Geschichte des Golem von Prag. Rabbi Judah Löw, Vorsteher der großen jüdischen Gemeinde von Prag (in Piercys Roman ein Vorfahr von Malkah), formt eine menschenähnliche Figur aus Lehm. Durch ein kabbalistisches Ritual zum Leben erweckt, hat der Golem die Aufgabe, drohendes Unheil von den Bewohnern des Ghettos abzuwenden. Der von Piercy kunstvoll mit der Haupterzählung verwobene Erzählstrang kommentiert und erhellt die actionreiche Hauptgeschichte und verleiht dem Roman eine zusätzliche, historisch-philosophische Tiefendimension.

## Figuren
- Shira: Mutter von Ari. Technisch sehr versiert, seit ihrer enttäuschten Jugendliebe mit Gadi vorsichtig in Bezug auf Liebesbeziehungen. Findet ihn Jod den perfekten „Mann“ und Vater für Ari.
- Malkah: Shiras Großmutter, die ein reges Sexleben führte, zeigt sich für Jods emotionale Programmierung hauptverantwortlich. Körperlich angeschlagen, aber geistig noch hochfit. Hat ein enges Vertrauensverhältnis zu Shira, da sie immer Rivas Mutterrolle übernahm.
- Jod: Avrams erster erfolgreicher „männlicher“ Cyborg, der zur Verteidigung erschaffen wurde, jedoch um Zwischenfälle durch sturen Befehlsgehorsam zu vermeiden, über eine menschenähnliches Gewissen und soziales Verhalten verfügt. Hat seine ersten Liebeserfahrungen mit Malkah gemacht, aber seit Shiras Rückkehr nach Tikva führt er mit Shira eine monogame Beziehung. Begeht befohlenen Selbstmord.
- Avram: 'Schöpfer' von Jod. Sieht in Jod immer Eigentum und behandelt Jod als Maschine ungeachtet seines menschlichen Verhaltens. Seit dem Tod seiner Frau zeigt er keinerlei sexuelles Verlangen mehr und arbeitet nur noch, obwohl Malkah ihm manchmal recht nahe kommt. Stirbt durch Jod.
- Gadi: Avrams Sohn, der nie den Erwartungen seines Vaters gerecht werden konnte. Große Jugendliebe Shiras, die erst durch Jod über ihn hinweggekommen ist. Lebt von der Erzeugung von Gefühlstäuschungen genannt „Stimmie“, eine Art anerkannte Droge, sowie Hologrammen. Ist nie über Shira hinweggekommen, obwohl es sein Freiheitsdrang war, der ihn Shira verlassen ließ. Hatte eine kurze Beziehung mit Nili.
- Riva: Shiras Mutter, die als Informationspiratin ihren Unterhalt verdient, und nie eine Beziehung zu Shira hatte. Hat eine sexuelle Beziehung zu Nili und hilft Tikva und Shira zu beschützen.
- Nili: Eine Frau mit vielen Cyborg-Fähigkeiten. Kommt von einer nicht für möglich gehaltenen unterirdischen Siedlung in Israel. Da dort nur Frauen leben, sind Männer für sie echte „Aliens“. Ihre ersten sexuellen Erfahrungen mit Männern sammelt sie mit Gadi. Hilft Tikva zu verteidigen.
- Ari: Shiras Sohn.
- Lazarrus: Bekannter von Riva, der in einem Glop, ungeschütztes von Banden beherrschtes Gebiet, lebt und Anführer einer Widerstandsgruppe ist. Hilft gegen Y-S zu kämpfen.

## Er, Sie und Es in Bezug auf Donna Haraways Cyborg-Manifest
In Er, Sie und Es gibt es zwei Arten von Cyborgs, die jeweils unterschiedliche Erwartungen und Ängste bei der Bevölkerung auslösen.
Jod ist als Maschine entstanden, und ihm wurden soziale Fähigkeiten hinzuprogrammiert. Er hat ein eigenes Gewissen, Verlangen sowie auch Ansätze von Gefühlen. Dadurch kommt er auch immer wieder in Konflikt mit seinem Erschaffer, denn wenn er fühlt und denkt, gehört er noch immer seinem Erschaffer? Ist er noch immer eine Maschine, die man abschalten kann, oder doch schon ein autonomes Wesen, was dieselben Freiheiten wie jeder andere Mensch genießen darf? Auch Shira ist sich diesbezüglich nicht ganz sicher, lässt aber schlussendlich alle Zweifel fallen und vertraut Jod mehr als jedem Menschen. Sie sieht in ihm sogar den besseren Menschen. Doch als Tikvas Bevölkerung davon Wind bekommt, kommt Angst auf. Sie fürchten sich vor Jod, weil er ihnen nicht geheuer ist. Er ist für sie unberechenbar und vor allem körperlich überlegen. Obwohl er seine ganze Kraft und Zeit zum Schutz Tikvas aufbringt, stirbt er, bevor Tikva eine Entscheidung über ihn treffen kann.
Nili ist der Gegenpart zu Jod. Aufgrund der nuklearen Zerstörung von Israel konnten die Verbleibenden nur mit Gen- und Cyborgtechnik ihr Überleben sichern. Nili ist ein gentechnisch perfektionierter Mensch mit maschinellen Fähigkeiten. Sie wird immer als Mensch gesehen, da sie ja nur „verbessert“ wurde und auch echte Gene besitzt. Obwohl sie sich teilweise unmenschlicher als Jod verhält, gibt es über sie nie eine Diskussion innerhalb Shiras Familie. Auch Gadi, der Jod verhöhnt und sich über ihn lustig macht, hat keinerlei Bedenken, mit Nili eine sexuelle Beziehung einzugehen. Doch als er feststellt, dass sie einen eigenen Willen hat, und trotz ihrer Cyborg-Fähigkeiten keine Sache ist, die ihm gehört, geht diese Beziehung wieder auseinander.
Der Rest ist allerdings auch nicht mehr nur Mensch. Wie im Cyborg-Manifest sind die Grenzen zwischen Maschine und Mensch in der Zeit des Romans schon sehr stark verschwommen. In Y-S ist die äußerliche Veränderung hin zum gängigen Schönheitsideal durch Operationen selbstverständlich. Die, die es sich leisten können, werden zu Klonen des Ideals, aber auch in Tikva und auf der übrigen Welt gibt es keinen Menschen mehr, der nicht einen Teil einer Maschine in sich trägt oder neue Organe bekommt, um weiterzuleben, bzw. Altersschwächen zu umgehen. Allerdings würde sich keiner dieser Menschen als Cyborg bezeichnen.
Ab wie viel man noch Mensch, oder ab wann man schon Maschine ist, wird nicht geklärt, die Grenze verschwimmt fließend und kann auch nicht exakt ermittelt werden.

## Weiterführende Literatur
- Donna Haraway: A Cyborg Manifesto: Science, Technology, and Socialist-Feminism in the Late Twentieth Century. In: Simians, Cyborgs and Women: The Reinvention of Nature. New York 1991, S. 149–181 stanford.edu (Memento vom 14. Februar 2012 im Internet Archive)
- Donna Haraway (übersetzt von Fred Wolf): Ein Manifest für Cyborgs. Feminismus im Streit mit den Technowissenschaften. In: Carmen Hammer und Immanuel Stiess (Hrsg.): Die Neuerfindung der Natur. Primaten, Cyborgs und Frauen. Campus Verlag, Frankfurt/M. und New York 1995, ISBN 3-593-35241-9, S. 33–72.
- Dunja M. Mohr (2004) Cyborg and Cyb(hu)man: The Fine Line of Difference. In: Helene Von Oldenburg und Andrea Sick: Virtual Minds: Congress of Fictitious Figures. Thealit, Bremen 2004, ISBN 3-930924-05-6, S. 120–33.
- Dagmar Fink: Lese ich Cyborg, lese ich queer. In: Anna Babka und Susanne Hochreiter (Hrsg.): Queer Reading in den Philologien. Vandenhoeck & Ruprecht Verlag, Göttingen 2008, ISBN 978-3-89971-387-9, S. 157–170.
- Dagmar Fink: Marge Piercys Cyborgversionen: He, She and It. In: Dagmar Fink: Cyborg werden Möglichkeitshorizonte in feministischen Theorien und Science Fictions. transcript Verlag 2021, ISBN 978-3-83945-855-6.